# Poczta systemu Windows
Poczta systemu Windows (ang. Windows Mail) – klient poczty elektronicznej i newsreader firmy Microsoft, dodawany do systemu operacyjnego Windows. We wcześniejszych wersjach systemu Windows nosił nazwę Outlook Express (nie mylić z Microsoft Outlook).

## Historia
Początkowo był podzielony na dwa różne programy: Internet Mail oraz Internet News. Dołączany wówczas był do przeglądarki Internet Explorer 3 i do systemu Windows 95. Następnie programy te zostały połączone w jeden: Outlook Express. Do wersji Internet Explorer 6 program był dołączany do przeglądarki internetowej. Nie stał się on jednak częścią Internet Explorer 7. Zmieniono jego nazwę na Poczta systemu Windows i dołączono do systemu Windows Vista.

## Bezpieczeństwo
Około roku 2000 był jednym z wiodących produktów tego typu. Liczne błędy, luki bezpieczeństwa, a także powstanie dobrych alternatywnych programów spowodowały spadek znaczenia programu. Firma Microsoft zaczęła dostrzegać to w 2003, wydano wtedy poprawkę Q331923 naprawiającą wiele błędów, m.in. w delimiterze. W 2005 roku wymieniono programistów i rozpoczęto prace nad wersją klienta dla Windows Vista.
Microsoft tworzy aplikację Windows Live Mail, która bazując na Windows Mail integruje się z serwisami Windows Live. Jej pierwsza stabilna wersja została wydana w listopadzie 2007 roku. Windows Live Mail został stworzony jako następca Outlook Express oraz Windows Mail i tylko on będzie nadal rozwijany.